# Ikastola de Tafalla
La Ikastola Garcés de los Fayos Tafalla (en euskera y oficialmente: Tafallako Garcés de los Fayos Ikastola), más conocida sencillamente como Ikastola de Tafalla es un colegio concertado en la modalidad de ikastola ubicado en la localidad de Tafalla, en la Zona Media de Navarra. Es una ikastola que tiene la particularidad que desde 1970 hasta 2017 que se modificó la Ley Foral del Euskera, el centro se encontraba en la zona no vascófona de Navarra, estando desde 2017 su municipio integrado en la zona mixta.

## Historia

### 1970-1987
La Ikastola Garcés de los Fayos Tafalla comenzó su andadura en el curso 1970-71 cuando ocho familias tafallesas se unieron para ofrecer una educación íntegra en euskera con implicación de todas las familias y profesores que comenzaron las clases en la Residencia San Severino. Al curso siguiente, las clases se darían en la escuela «María».
En 1977 se registra por parte de los padres del alumnado la cooperativa «Garces de los Fayos», llamada así en honor a Bonifacio Garcés de los Fayos Rada, un destacado empresario y político del siglo XIX vinculado a Tafalla.
Para el curso 1980-81, habiendo conseguido ya un recinto más formal para la escuela (aulas en la escuela comarcal «Real Defensa»), se solicita al ayuntamiento de Tafalla que transforme la escuela en una escuela municipal, siguiendo la estela de ikastolas municipales que ya se habían llevado a curso en Pamplona. El ayuntamiento deniega la solicitud.
En el curso 1984-1985, el Ministerio de Educación y Ciencia le retira los permisos por no cumplir todos los requisitos al no contar con un edificio propio. En ese año de 1985, se hará un compromiso de edificación con un coste de 53 millones de pesetas que será sufragado en un 50 % por la Diputación Foral de Navarra, un 25 % por el ayuntamiento y el 25 % restante por fondos propios.
En 1986, la ikastola es elegida por Ikastolen Elkartea (la asociación de Ikastolas) para acoger la sexta edición del Nafarroa Oinez como símbolo del apoyo al centro.
El 8 de enero de 1987, el ayuntamiento tafallés retira las subvenciones al centro.

### Desde 1987
El 23 de septiembre de 1987, el Ministerio de Educación y Ciencia informa de que aprueba definitivamente los estudios de EGB para el centro, lo que permite ofrecer hasta 8 aulas para un total de 320 alumnos y oficializa definitivamente la existencia de la Ikastola Garcés de los Fayos Tafalla como centro educativo reconocido.
En 1990 se aprueba la educación infantil, pudiendo ofrecer hasta 75 plazas a alumnos de entre 3 y 5 años. El mismo año se solicita ampliar el centro, por lo que se piden «casas de maestros» al ayuntamiento y se comienza a preparar la solicitud del ciclo de la ESO.
El curso 1996-97 se aprueba la oferta de la ESO en el centro y se matricula la primera promoción del mismo. Al final de ese curso, se acogerá po segunda vez el Nafarroa Oinez, teniendo el lema «Lan ta lan, auzolan», muy ligado al trabajo cooperativo de esta ikastola en particular.
En 1998 se construirá el nuevo edificio tras haber comenzado las obras el año anterior.
En 2011, se acoge por tercera vez el Nafarroa Oinez, estando ligada la recaudación de ese año a la construcción de un nuevo edificio para el alumnado del ciclo de la ESO. Entre 2013 y 205 se construye el nuevo edificio, que será estrenado en el curso 2015-16.
En 2017, coincidiendo con el año que Tafalla es incluida en la zona mixta de Navarra, el consistorio hace un homenaje a los primeros profesores de la Ikastola.
En 2022, dos años más tarde por la Pandemia de COVID-19, se llevan a  cabo las celebraciones del cincuenta aniversario del centro. El mismo año se acoge por cuarta vez el Nafarroa Oinez con el lema Erdiain erein (en euskera: Sembrar en el centro).

## Oferta educativa
La Ikastola San Fermín oferta un servicio educativo de ciclo de los 3 a los 16 años del sistema educativo de España: Cubriendo la Educación primaria y la secundaria, teniendo la Educación Secundaria Obligatoria hasta los 16 años.